# Bahía Thetis (localidad)
Bahía Thetis (o Bahía Thetys) es un paraje y localidad despoblada del departamento Ushuaia, en la península Mitre, en el extremo sudeste de la provincia de Tierra del Fuego, Antártida e Islas del Atlántico Sur, en la costa de la bahía del mismo nombre del mar Argentino del océano Atlántico. Se encuentra localizada en las coordenadas: 54°38′41″S 65°15′03″O / -54.64472, -65.25083.

## Historia
En 1891, se instaló la subprefectura «Bahía Thetis» de la Armada Argentina que permanecería activa hasta 1896, año en que fue traslada a Río Gallegos. Aquí también se instaló un refugio de la Misión Salesiana de José Fagnano. La casa de la prefectura y el refugio salesiano aún se conservan en buen estado.
Fue el asentamiento que le dio el nombre al departamento Bahía Thetis, que existió entre 1904 y 1970.

### Factoría lobera
Entre 1940 y 1952 existió la factoría lobera «Bahía Thetis». Actualmente permanecen algunas de las casas y galpones en estado de abandono, y solo una de ellas se mantiene en buen estado de conservación a modo de refugio, gracias a quienes frecuentan el lugar. En aquel refugio se conservan cuadernos de firmas históricos, que datan de la década de 1960. También se encuentran restos del viejo embarcadero.
La factoría se dedicaba a la caza de lobos marinos y fue propiedad de empresa SADICCAP y de la familia Seefeld, de origen alemán. La factoría se dedicaba a la venta de la piel y procesar la grasa para la industria del curtido y la lubricación de maquinarias pesadas. Los lobos eran arreados desde el cercano cabo San Vicente.
Dicha familia también tenía la explotación en Puerto Español en la bahía Aguirre. La familia, sus socios y los primeros pobladores llegaron cuando el entonces presidente Juan Domingo Perón intentó que pioneros se instalaran y realizaran una actividad productiva en la isla Grande de Tierra del Fuego.
En Puerto Español instalaron criaderos de nutrias y zorros, también para su piel, y proyectaron la explotación de la rata almizclera para obtener el almizcle para la industria perfumera. También instalaron un aserradero y realizaron diques para llevar los troncos hasta los buques. Explotaron un campo abierto con vacunos y algo de caballar, que hoy es ganado bagual.
Se había proyectado una colonia con unas 500 familias. Se construyó un destacamento de policía y casas. Aunque este proyecto no prosperó, durante algunos años (1950-54) vivió allí con su marido Fanny Seefeld, una jovencita andaluza, que crio en el lugar a su hija Cristina Seefeld. El criadero no prosperó porque la piel de las nutrias y zorros tenían muchos defectos por la pobre alimentación.
El sitio de Bahía Thetis fue abandonado por la caída del precio de la piel de lobo marino que compraba en cantidad China y por las pocas ventajas competitivas respecto de otros mercados. En el año 2005 un grupo de expedicionarios hallaron miles de cueros de lobos marinos abandonados en cercanías de la factoría tras su cierre. También se mantienen hasta la actualidad, los huesos de los lobos cazados.
En 1989 visitó el lugar una expedición liderada por Carlos Pedro Vairo, director del Museo Marítimo de Ushuaia, del que formaban parte científicos, baqueanos y documentalistas de la televisión polaca y transportado por un buque de la Armada Argentina. Llevaron a Ushuaia unos cuantos cueros de lobo marino para realizar trabajos de arqueología experimental, utilizando este cuero como tientos para coser la primera reconstrucción de una canoa de corteza yagán.

## Geología
El sector de los Andes fueguinos en las costas de la bahía, poseen Fangolitas, turbiditas arenosas y conglomerados del Maastrichtiano, como así también una gran cantidad de ammonites y foraminíferos.
Esta zona se originó durante el lapso Cretácico tardío - Cenozoico (Paleógeno) y se reconocen tres formaciones.